# Студенец (Черкасская область)
Студенец (укр. Студенець) — село в Каневском районе Черкасской области Украины.
Население по переписи 2001 года составляло 284 человека. Занимает площадь 0,96 км². Почтовый индекс — 19014. Телефонный код — 4736.

## Местный совет
19014, Черкасская обл., Черкасский р-н, c.Бобрица Голова села Штефан Елена